# Corrida Internacional de São Silvestre de 1962
A Corrida Internacional de São Silvestre de 1962 foi a 38.ª edição da prova de rua, realizada no dia 31 de dezembro de 1962, no centro da cidade de São Paulo. A largada aconteceu às 23h45m, a prova foi de organização da Cásper Líbero e A Gazeta Esportiva.
O vencedor foi o francês Hamoud Ameur, com o tempo de 22m08.

## Percurso
Av. Cásper Líbero até o Edifício Palácio da Imprensa – Rua da Conceição, com 7.400 metros.

## Resultados

#### Masculino
- 1º Hamoud Ameur (França) - 22m08s

### Participações
- Participantes: 298 atletas
- Chegada: 266 atletas chegaram 5 minutos após a passagem do campeão.[3]

## Ligações Externas
- Sítio Oficial (em português)